# Orica GreenEDGE 2013
Questa voce raccoglie le informazioni riguardanti l'Orica-GreenEDGE nelle competizioni ufficiali della stagione 2013.

## Stagione
Essendo detentrice di una delle diciannove licenze World Tour assegnate dall'Unione Ciclistica Internazionale, la squadra, sempre diretta dal general manager Shayne Bannan, ebbe diritto di partecipare alle gare del calendario UCI World Tour 2013, oltre a quelle dei circuiti continentali UCI. La rosa a disposizione di Matthew White e degli altri direttori sportivi rimase praticamente invariata tra 2012 e 2013: arrivò in squadra il solo Michael Matthews, dalla Rabobank, mentre l'unico a partire fu Jack Bobridge, in direzione Blanco (ex Rabobank); Julian Dean e Matthew Wilson, entrambi ritiratisi dall'attività al termine della stagione precedente, salirono in ammiraglia al fianco di White.
Durante il 2013 la squadra ottenne dodici vittorie nel circuito mondiale, cogliendo almeno una vittoria in nove delle quattordici gare a tappe del calendario. Tra i successi stagionali spiccano le due vittorie di tappa al Tour de France, ottenute rispettivamente a Calvi – vinse Simon Gerrans in volata – e a Nizza, nella cronometro a squadre. In quella Grande Boucle l'Orica-GreenEDGE poté festeggiare anche quattro giorni di primato in classifica: dopo il successo nella prova a squadre, infatti, la maglia gialla venne indossata per due giorni da Simon Gerrans e poi per altri due da Daryl Impey, primo africano a guidare la generale nella storia del Tour.
Gli altri successi nel World Tour arrivarono sempre con Gerrans (si aggiudicò anche una tappa al Tour Down Under, una alla Volta Ciclista a Catalunya e una alla Vuelta al País Vasco), con Michael Albasini alla Parigi-Nizza, con Matthew Goss alla Tirreno-Adriatico, con lo stesso Impey ancora alla Vuelta al País Vasco, con Cameron Meyer nella cronometro di apertura del Giro di Svizzera, ma anche con Pieter Weening, vincitore della classifica finale del Tour de Pologne, e con Michael Matthews, che seppe imporsi allo sprint in due tappe della Vuelta a España.
Gli atleti dell'Orica-GreenEDGE ottennero anche sedici vittorie nelle gare dei circuiti continentali: tra esse si menzionano i due successi colti in febbraio a Maiorca da Leigh Howard, la vittoria di tappa di Daryl Impey al Bayern Rundfahrt e le due frazioni vinte da Jens Keukeleire alla Vuelta a Burgos. Per quanto riguarda i campionati nazionali, in apertura di stagione Luke Durbridge si aggiudicò il titolo australiano sia in linea che a cronometro; nel prosieguo di annata Impey si laureò campione sudafricano a cronometro, Tomas Vaitkus divenne campione lituano in linea.
Grazie al trionfo al Tour de Pologne, il miglior classificato della formazione australiana nella graduatoria mondiale individuale stagionale fu l'olandese Pieter Weening, venticinquesimo con 172 punti; a livello di squadre l'Orica-GreenEDGE concluse invece al tredicesimo posto, totalizzando 600 punti.

## Organico
Organico da www.uciworldtour.com.

### Staff tecnico
GM=General manager, DS=Direttore sportivo.
|  | Naz.                     | Ruolo | Sportivo        |  |  |  |
|  | ------------------------ | ----- | --------------- |  |  |  |
|  | Australia (bandiera)     | GM    | Shayne Bannan   |  |  |  |
|  | Australia (bandiera)     | DS    | Matthew White   |  |  |  |
|  | Italia (bandiera)        | DS    | Vittorio Algeri |  |  |  |
|  | Belgio (bandiera)        | DS    | Laurenzo Lapage |  |  |  |
|  | Francia (bandiera)       | DS    | Lionel Marie    |  |  |  |
|  | Australia (bandiera)     | DS    | Neil Stephens   |  |  |  |
|  | Australia (bandiera)     | DS    | Matthew Wilson  |  |  |  |
|  | Nuova Zelanda (bandiera) | DS    | Julian Dean     |  |  |  |

### Rosa
|  | Naz.                     |  | Sportivo                 | Anno |  |  |
|  | ------------------------ |  | ------------------------ | ---- |  |  |
|  | Svizzera (bandiera)      |  | Michael Albasini         | 1980 |  |  |
|  | Giappone (bandiera)      |  | Fumiyuki Beppu           | 1983 |  |  |
|  | Nuova Zelanda (bandiera) |  | Sam Bewley               | 1987 |  |  |
|  | Australia (bandiera)     |  | Simon Clarke             | 1986 |  |  |
|  | Australia (bandiera)     |  | Baden Cooke              | 1978 |  |  |
|  | Australia (bandiera)     |  | Allan Davis              | 1980 |  |  |
|  | Australia (bandiera)     |  | Mitchell Docker          | 1986 |  |  |
|  | Australia (bandiera)     |  | Luke Durbridge           | 1991 |  |  |
|  | Australia (bandiera)     |  | Simon Gerrans            | 1980 |  |  |
|  | Australia (bandiera)     |  | Matthew Goss             | 1986 |  |  |
|  | Australia (bandiera)     |  | Michael Hepburn          | 1991 |  |  |
|  | Australia (bandiera)     |  | Leigh Howard             | 1989 |  |  |
|  | Australia (bandiera)     |  | Damien Howson (stagista) | 1992 |  |  |
|  | Sudafrica (bandiera)     |  | Daryl Impey              | 1984 |  |  |
|  | Corea del Sud (bandiera) |  | Kang Ji-Yong (stagista)  | 1988 |  |  |
|  | Belgio (bandiera)        |  | Jens Keukeleire          | 1988 |  |  |
|  | Lituania (bandiera)      |  | Aidis Kruopis            | 1986 |  |  |
|  | Australia (bandiera)     |  | Brett Lancaster          | 1979 |  |  |
|  | Paesi Bassi (bandiera)   |  | Sebastian Langeveld      | 1985 |  |  |
|  | Australia (bandiera)     |  | Michael Matthews         | 1990 |  |  |
|  | Canada (bandiera)        |  | Christian Meier          | 1985 |  |  |
|  | Australia (bandiera)     |  | Cameron Meyer            | 1988 |  |  |
|  | Australia (bandiera)     |  | Travis Meyer             | 1989 |  |  |
|  | Paesi Bassi (bandiera)   |  | Jens Mouris              | 1980 |  |  |
|  | Australia (bandiera)     |  | Stuart O'Grady           | 1973 |  |  |
|  | Australia (bandiera)     |  | Wesley Sulzberger        | 1986 |  |  |
|  | Eritrea (bandiera)       |  | Daniel Teklehaimanot     | 1988 |  |  |
|  | Canada (bandiera)        |  | Svein Tuft               | 1977 |  |  |
|  | Lituania (bandiera)      |  | Tomas Vaitkus            | 1982 |  |  |
|  | Paesi Bassi (bandiera)   |  | Pieter Weening           | 1981 |  |  |

## Ciclomercato
| Damien Howson (stagista) | Jayco               |
| Kang Ji-Yong (stagista)  | Geumsan Insam Cello |
| Michael Matthews         | Rabobank            |

| Jack Bobridge  | Blanco        |
| Julian Dean    | fine carriera |
| Robbie McEwen  | fine carriera |
| Matthew Wilson | fine carriera |

## Palmarès

### Corse a tappe
World Tour
- Tour Down Under

5ª tappa (Simon Gerrans)
- Parigi-Nizza

4ª tappa (Michael Albasini)
- Tirreno-Adriatico

2ª tappa (Matthew Goss)
- Volta Ciclista a Catalunya

6ª tappa (Simon Gerrans)
- Vuelta al País Vasco

1ª tappa (Simon Gerrans)
2ª tappa (Daryl Impey)
- Giro di Svizzera

1ª tappa (Cameron Meyer)
- Tour de France

3ª tappa (Simon Gerrans)
4ª tappa (cronosquadre)
- Tour de Pologne

Classifica generale (Pieter Weening)
- Vuelta a España

5ª tappa (Michael Matthews)
21ª tappa (Michael Matthews)
Continental
- Tour de San Luis

4ª tappa (Svein Tuft)
- Circuit Cycliste Sarthe-Pays de Loire

3ª tappa (Luke Durbridge)
- Presidential Cycling Tour of Turkey

2ª tappa (Aidis Kruopis)
- Azerbaijan International Tour

5ª tappa (Tomas Vaitkus)
- Bayern Rundfahrt

2ª tappa (Daryl Impey)
- Giro di Slovenia

1ª tappa (Svein Tuft)
4ª tappa (Brett Lancaster)
- Tour of Utah

2ª tappa (Michael Matthews)
4ª tappa (Michael Matthews)
- Vuelta a Burgos

2ª tappa (Jens Keukeleire)
3ª tappa (Jens Keukeleire)

### Corse in linea
Continental
- Trofeo Migjorn (Leigh Howard)
- Trofeo Platja de Muro (Leigh Howard)
- Gran Premio del Canton Argovia (Michael Albasini)
- Prueba Villafranca de Ordizia (Daniel Teklehaimanot)
- Duo Normand (Luke Durbridge e Svein Tuft)

### Campionati nazionali
- Campionati australiani

In linea (Luke Durbridge)
Cronometro (Luke Durbridge)
- Campionati sudafricani

Cronometro (Daryl Impey)
- Campionati lituani

In linea (Tomas Vaitkus)

### Campionati mondiali e continentali
Nota: nei campionati continentali e mondiali gli atleti gareggiano rappresentando la propria nazione, e non la squadra di appartenenza. Le vittorie degli atleti Orica-GreenEDGE sono comunque riportate per completezza.
- Campionati oceaniani

In linea (Cameron Meyer)
- Campionati del mondo

Cronometro Under-23 (Damien Howson)
- Campionati africani

Cronometro (Daniel Teklehaimanot)

## Classifiche UCI

### UCI World Tour
Individuale
Piazzamenti dei corridori dell'Orica-GreenEDGE nella classifica individuale dell'UCI World Tour 2013.
| Pos. | Ciclista            | Punti |
| ---- | ------------------- | ----- |
| 25   | Pieter Weening      | 172   |
| 55   | Simon Gerrans       | 92    |
| 73   | Sebastian Langeveld | 65    |
| 79   | Daryl Impey         | 56    |
| 89   | Michael Matthews    | 45    |
| 119  | Matthew Goss        | 21    |
| 126  | Michael Albasini    | 19    |
| 147  | Cameron Meyer       | 11    |
| 169  | Brett Lancaster     | 5     |
| 191  | Leigh Howard        | 2     |
| 203  | Mitchell Docker     | 2     |
| 228  | Aidis Kruopis       | 1     |

Squadra
Nella graduatoria a squadre dell'UCI World Tour l'Orica-GreenEDGE concluse in tredicesima posizione (su diciannove), totalizzando 600 punti.